# Mosjön (Dals socken, Ångermanland)
Mosjön är en sjö i Kramfors kommun i Ångermanland och ingår i Ångermanälven-Gådeåns kustområde. Sjön har en area på 0,149 kvadratkilometer och ligger 96,9 meter över havet.

## Delavrinningsområde
Mosjön ingår i det delavrinningsområde (700044-158582) som SMHI kallar för Mynnar i Svedjeån. Medelhöjden är 166 meter över havet och ytan är 15,42 kvadratkilometer. Det finns inga avrinningsområden uppströms utan avrinningsområdet är högsta punkten. Vattendraget som avvattnar avrinningsområdet har biflödesordning 2, vilket innebär att vattnet flödar genom totalt 2 vattendrag innan det når havet efter 13 kilometer. Avrinningsområdet består mestadels av skog (84 procent). Avrinningsområdet har 0,15 kvadratkilometer vattenytor vilket ger det en sjöprocent på 1 procent.